# Cói lá dứa Bắc Bộ
Cói lá dứa Bắc Bộ (danh pháp: Mapania tonkinensis) là loài thực vật có hoa trong họ Cói. Loài này được (E.G.Camus) T.Koyama mô tả khoa học đầu tiên năm 1959.